# Johann Friedl
Johann Friedl (* 16. Juli 1812 in Oberbaumgarten, Böhmen; † 5. Juli 1886 in Wien) war ein österreichischer Stadtbaumeister.

## Leben
Johann Friedl war der Sohn eines Bauern. Über seine Jugend und Ausbildung ist nichts bekannt. Im Jahre 1859 ist er erstmals als Baumeister in Wien belegt. Einige Jahre später gründete er eine Baufirma und war in der Folge ein vielbeschäftigter Bauunternehmer.
Friedl war verheiratet, hatte aber keine Kinder. Er starb an einer Lungenentzündung und wurde auf dem Baumgartner Friedhof bestattet.

## Werk
Johann Friedl errichtete zwischen 1860 und 1880 zahlreiche Wohnbauten, meist in den Vorstädten. Er gestaltete seine Häuser im historistischen Stil, wobei die frühhistoristischen Bauten der frühen Jahre noch einfachere, flächig gestaltete Fassaden mit kleinteiligem Dekor aufweisen. In den 70er und 80er Jahren wurden die Gestaltungen plastischer, Eckhäuser repräsentativer angelegt. Das bedeutendste Projekt Friedls war die Errichtung der Arbeiter-Wohnanlage Carolinum, nach der die Arbeitergasse im 5. Bezirk benannt wurde.

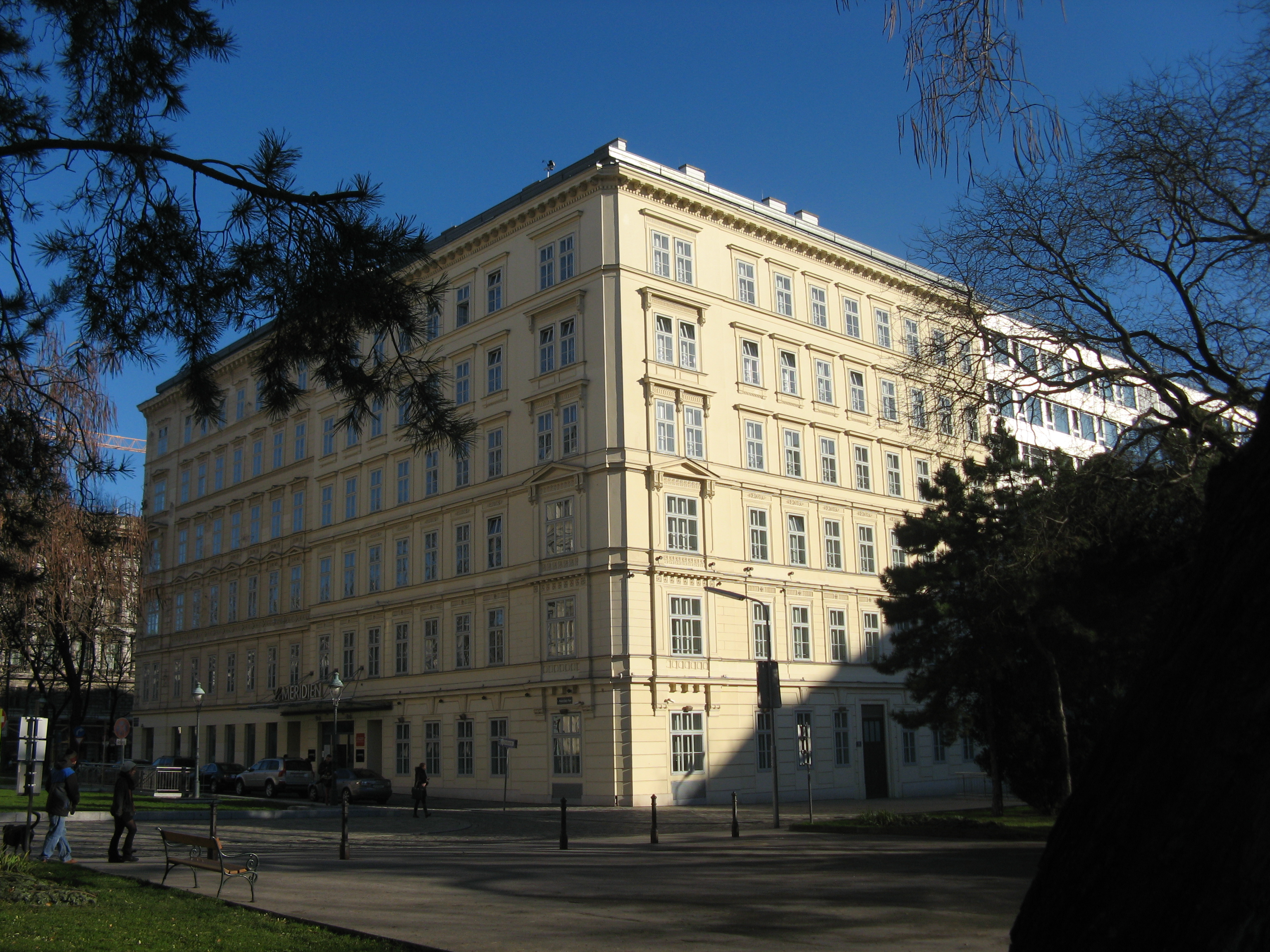
Elisabethstraße 14 (1861)

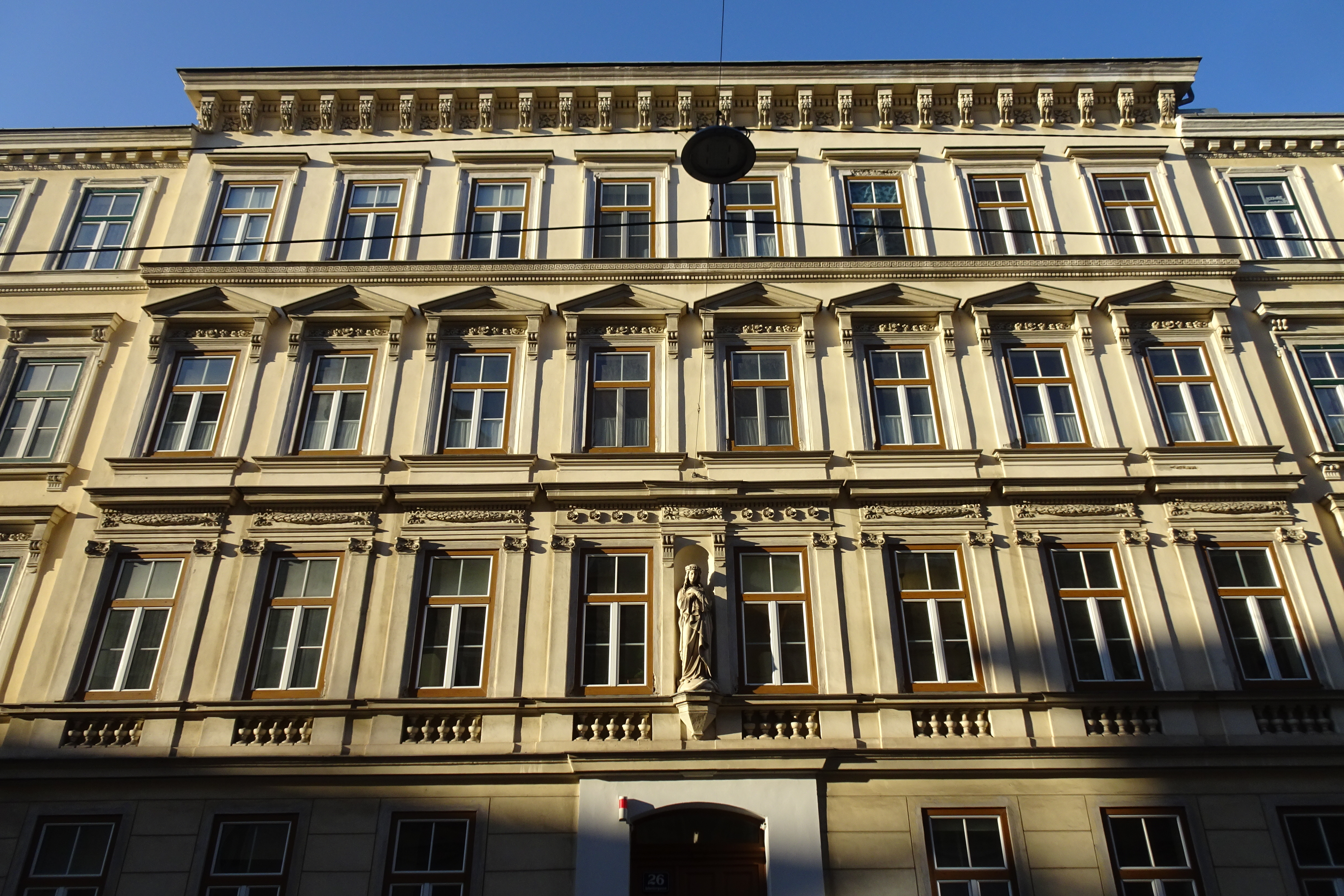
Arbeitergasse 26 (1871)

- Miethaus Bötsch, Elisabethstraße 14 / Robert Stolz-Platz 2, Wien 1 (1861)
- Miethaus, Wehrgasse 27, Wien 5 (1861)
- Miethaus, Hofmühlgasse 2 / Linke Wienzeile 104, Wien 6 (1861)
- Miethaus der Genossenschaft der Spenglerinnung, Grüngasse 27, Wien 5 (1862), Hoftrakt 1911 von Carl Dobek
- Miethaus, Schmalzhofgasse 26, Wien 6 (1862), 2002 abgebrochen
- Miethaus, Otto Bauer Gasse 25, Wien 6 (1862–1863)
- Miethaus, Gumpendorfer Straße 69 / Esterhazygasse 13 / Münzwardeingasse 13, Wien 6 (1863–1865), Dekor abgeschlagen
- Miethaus, Gumpendorfer Straße 105 / Brückengasse 16, Wien 6 (1864)
- Miethaus, Wallgasse 30, Wien 6 (1864)
- Pfarrkirche Schwarzau am Steinfeld (1865), nach Plänen von Friedrich von Schmidt, unter Denkmalschutz
- Miethaus, Sandwirtgasse 11, Wien 6 (1866)
- Miethaus, Gumpendorfer Straße 63d, Wien 6 (1867)
- Miethaus, Schönbrunner Straße 100 / Nevillegasse 1, Wien 5 (1867), Aufstockung; 1843 von Josef Jäckel errichtet
- Miethaus, Eisvogelgasse 1, Wien 6 (1867)
- Arbeiter-Wohnhausanlage „Carolinum“, Arbeitergasse 22 / Kohlgasse 37 bis Arbeitergasse 30 / Einsiedlerplatz 7, Wien 5 (1871), Nr. 30 Fassade abgeräumt
- Institut der Schulschwestern des 3. Ordens des hl. Franziskus, Apostelgasse 5, Wien 3 (1871–1872), Umbauten
- Miethaus, Apfelgasse 6 / Frankenberggasse 6, Wien 4 (1873)
- Miethaus, Pilgramgasse 15, Wien 5 (1874)
- Miethaus, Mollardgasse 11, Wien 6 (1875)
- Miethaus, Jahngasse 24, Wien 5 (1876)
- Miethaus, Apfelgasse 1 / Paniglgasse 11, Wien 4 (1876)
- Miethaus, Embelgasse 59, Wien 5 (1877)
- Miethaus, Fügergasse 7 / Millergasse 48, Wien 6 (1877)
- Miethaus, Millergasse 52, Wien 6 (1877), nicht erhalten
- Miethaus, Stumpergasse 61 / Fügergasse 2, Wien 6 (1877)
- Miethaus, Turmburggasse 13, Wien 6 (1877)
- Miethaus, Schönbrunner Straße 40 / Pilgramgasse 9, Wien 5 (1877), Ausführung; Entwurf: Carl Langhammer
- Miethaus, Schönbrunner Straße 39, Wien 5 (1878), Ausführung; Entwurf: Carl Langhammer
- Miethäuser, Garbergasse 14 und 16, Wien 6 (1879)
- Miethaus, Hirschengasse 3, Wien 6 (1880)
- „Zufluchtshaus“ der Kongregation der Töchter der göttlichen Liebe, Hauptstraße 58, Breitenfurt (1880), Um-, Zu- und Neubauten, unter Denkmalschutz
- Miethaus, Spörlingasse 3, Wien 6 (1882), nicht erhalten
- Miethaus, Gumpendorfer Straße 149, Wien 6 (1882), Adaptierung
- Miethaus, Garnisongasse 8 / Frankgasse 4, Wien 9 (1882), Aufstockung
- Fabriksbau Richard Ludwig, Spörlinggasse 3, Wien 6 (1882), nicht erhalten
- Wohnhaus für den Seidenfabrikant Franz Bujatti, Bujattigasse 15, Wien 14 (1883), nicht erhalten
- Miethaus, Pressgasse 26 / Mühlgasse 27, Wien 4 (1883), Ausführung; Entwurf: Carl Langhammer
- Miethaus, Treustraße 74, Wien 2 (1884)
- Stall, Kutscherzimmer, Futterraum, zwei Wasserreservoirs, Schönbrunner Straße, Wien 5 (1884), früher Hundsthurmerstraße 126, nicht erhalten
- Miethaus, Burggasse 108, Wien 8 (1885), Umbauten
- Klosterkirche Mutter der Barmherzigkeit der Kongregation der Armen Schwestern von Unserer Lieben Frau, Fünfhausgasse 23, Wien 15 (1885), nach Plänen des Malers Josef Kastner; 1976–1978 wurde die Kirche in einem Neubau integriert, unter Denkmalschutz
- Magazingebäude, Liniengasse 33, Wien 5 (1885), nicht erhalten
- Miethaus, Beethovengasse 3, Wien 9 (1886), Adaptierung
- Miethaus, Kranzgasse 22, Wien 15 (1886), Aufbau von 3 Stockwerken